# Vriesea koideae
Vriesea koideae är en gräsväxtart som beskrevs av Werner Rauh. Vriesea koideae ingår i släktet Vriesea och familjen Bromeliaceae. Inga underarter finns listade i Catalogue of Life.